# Ruta 502 (Costa Rica)
La Ruta 502, oficialmente Ruta Nacional Terciaria 502, es una ruta nacional de Costa Rica ubicada en la provincia de Heredia.

## Descripción
En la provincia de Heredia, la ruta atraviesa el cantón de Barva (los distritos de San Pablo, Santa Lucía), el cantón de San Rafael (el distrito de San Josecito).